# 24 Ore di Le Mans 1999

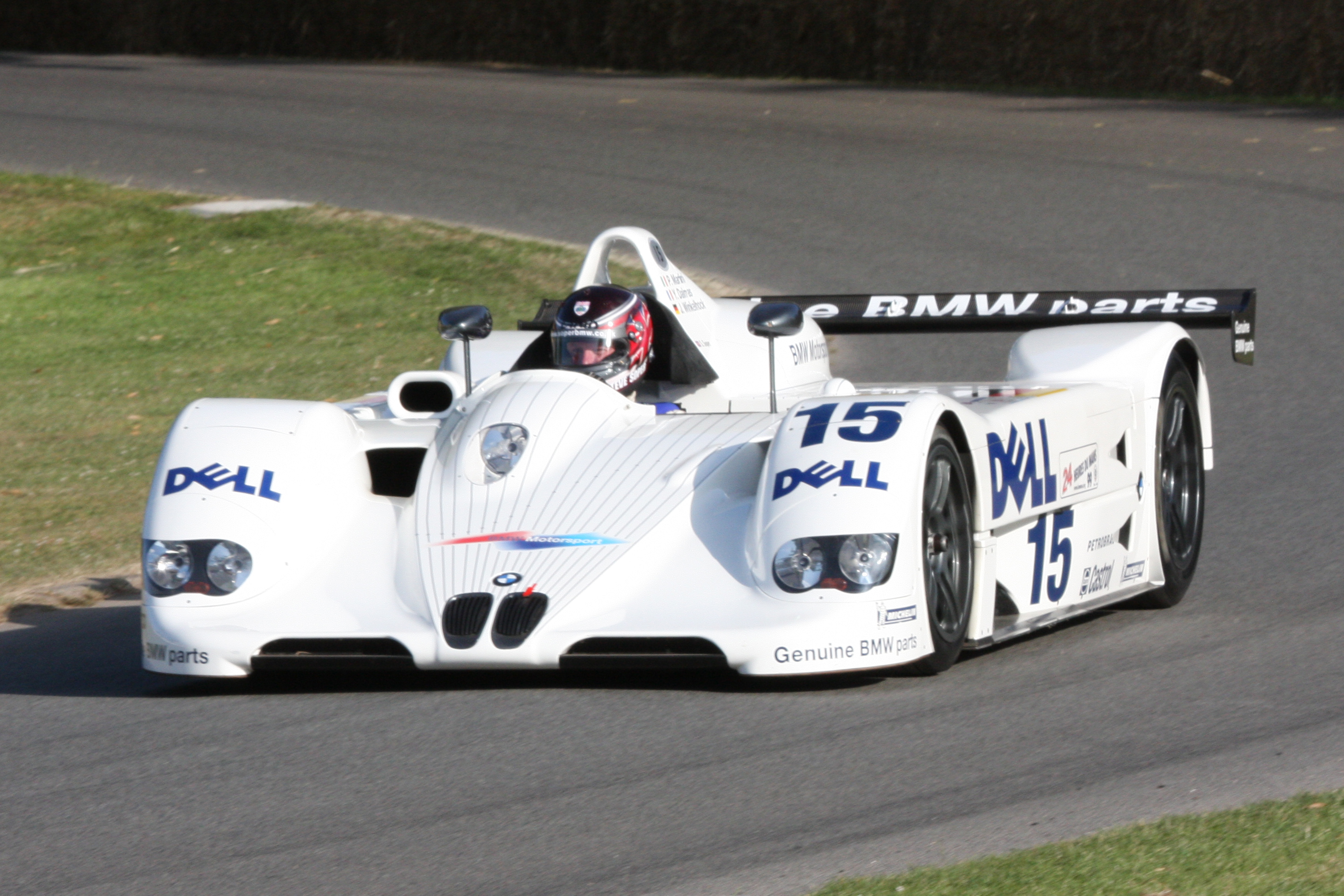
La BMW V12 LMR #15 vincitrice della corsa

La 24 Ore di Le Mans 1999 è stata la 67ª maratona automobilistica svoltasi sul Circuit de la Sarthe di Le Mans, in Francia, il 12 e il 13 giugno 1999. Hanno gareggiato assieme quattro classi di automobili da competizione, ognuna delle quali ha avuto il suo vincitore. Le vetture più veloci, appartenenti alle classi LMP e LM-GTP, erano sportprototipi di categoria Le Mans Prototype appositamente progettati e costruiti per le gare, mentre le più lente (classi GTS e GT) comprendevano vetture derivate da automobili GT stradali.

## Contesto
Nel 1999 l'interesse per la 24 Ore di Le Mans raggiunge il culmine, diverse case automobilistiche mondiali sono presenti ufficialmente alla corsa sia con prototipi come: BMW, Nissan, Mercedes-Benz, Toyota e Audi; sia con Gran Turismo come Chrysler e Porsche; inoltre importanti scuderie private come Panoz, Courage, Pescarolo schierano prototipi mossi da motori Ford e Porsche; la varietà di telai e motori al via è davvero molto numerosa.
Se per l'Audi si tratta della prima partecipazione e lo scopo principale è fare esperienza e concludere, BMW e Mercedes sono invece seriamente intenzionate a cancellare i repentini ritiri per banali inconvenienti meccanici dell'anno precedente con una vittoria, alla quale ambiscono anche la Toyota beffata di pochissimo nel 1998 (che gode dei favori dei pronostici) e la Nissan che dopo diversi piazzamenti punta al gradino più alto del podio con una nuova barchetta.
Tutta questa concorrenza porta i costruttori a realizzare vetture estreme e performanti, la sfida al vertice è tra sport aperte (quali BMW V12 LMR, Nissan R391, Panoz Spyder e Audi R8r) e Gran Turismo prototipo (come Toyota GT-One, Mercedes-Benz CLR e Audi R8c).

## Qualifiche
Nelle prove di qualificazione la spunta la Toyota che con Martin Brundle realizza un ottimo 3'29", oltre 6 secondi più basso del tempo della pole dell'anno precedente, ma gli altri prototipi non sono molto distanti come prestazioni.
Ben presto però emergono i seri problemi di stabilità aerodinamica delle Mercedes CLR, che in due occasioni distinte, in prova e nel warm-up, decollano sempre con Mark Webber alla guida: la sua vettura per cautela non prenderà poi il via.

## Gara
Alla partenza le Toyota vanno subito in testa e conducono la corsa alternandosi al comando con le BMW nelle prime ore seguite molto da vicino dalle Mercedes; alle ore 20.30 accade un terribile incidente: la Mercedes CLR pilotata da Peter Dumbreck decolla su un dosso, compie tre volteggi in aria e atterra in mezzo al bosco a 30 m dalla pista, pilota incolume ma sotto shock. Immediatamente il Team AMG ritira anche l'altra CLR in pista.
Durante il regime di safety-car, emergono problemi di natura idraulica sul cambio della Toyota di Martin Brundle che era in testa: costretto a fermarsi per le riparazioni, perde 10 giri; alla vettura gemella guidata da Thierry Boutsen viene sostituito il volante per problemi di funzionamento; successivamente, nella notte, entrambe le vetture con i piloti più veloci escono di scena per incidenti: Brundle sbatte alla prima chicane dell'Hunaudières in seguito ad una foratura, Bountsen si tocca alla chicane Dunlop con una GT e va a sbattere contro le barriere.

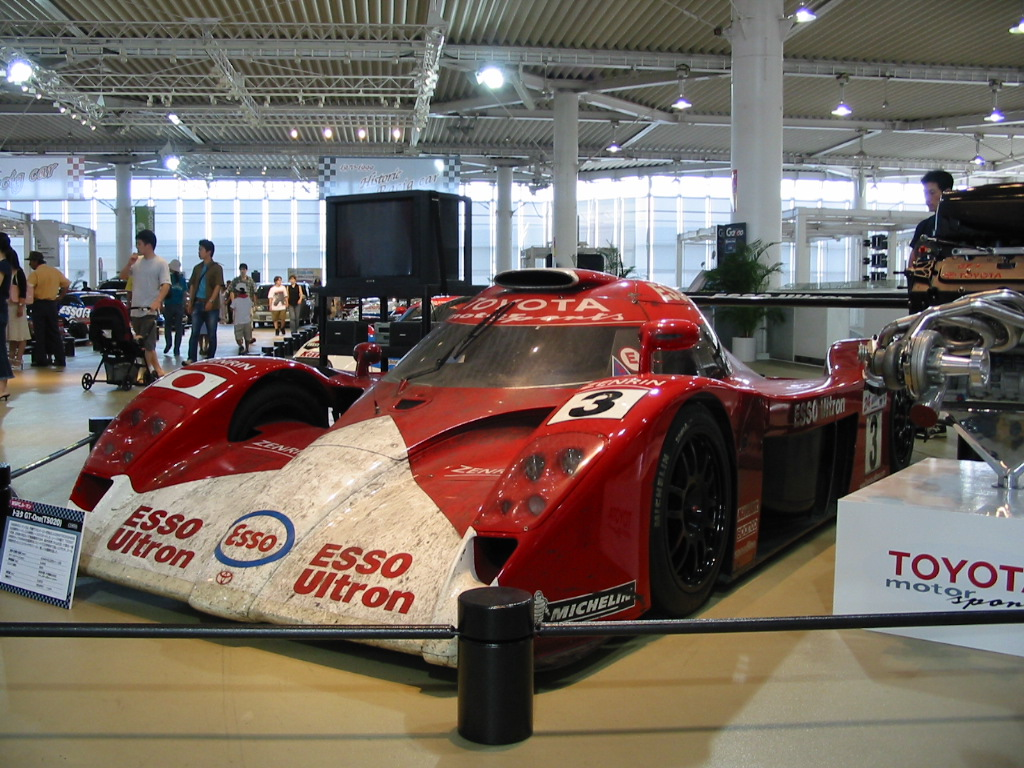
La Toyota GT-One #3 giunta 2ª assoluta in gara

Al mattino le 2 BMW V12 LMR conducono la corsa, Tom Kristensen guida autorevolmente la gara seguito a 3 giri da Yannick Dalmas, però i colpi di scena non sono finiti: a 4 ore dal termine, mentre sulla BMW di testa sta guidando JJ Lehto, la vettura esce di pista e va a sbattere, la causa è dovuta al bloccaggio dell'acceleratore causato da un elemento staccatosi dalla sospensione. Nelle ultime 4 ore è battaglia tra la BMW #15 e la Toyota #3, distanziata di un giro: la vettura giapponese viene spremuta al massimo e riduce lo svantaggio a soli 42 secondi; Gerhard Berger, capo del team BMW, decide di far pilotare l'ultimo turno a Pierluigi Martini ritenuto più veloce, invece il direttore tecnico della Toyota, André De Cortanze, per risparmiare tempo nelle soste rinuncia al cambio gomme, ma alla fine queste ultime vanno in crisi e i tempi salgono fino a quando, in pieno rettilineo, esplode uno pneumatico sulla GT-One mentre alla guida c'è Ukyō Katayama, che tuttavia riesce ad arrivare ai box per le riparazioni.
Al traguardo arriva prima la BWM V12 LMR pilotata da Martini che condivide il successo con Yannick Dalmas e Joachim Winkelhock, seconda la Toyota GT-One condotta da Katayama, Tsuchiya e Suzuki; terza piazza per la debuttante Audi R8r di Pirro, Biela e Theys. In classe GTS vittoria per la Chrysler Viper GTS-R di Beretta-Wendlinger-Dupuy, in classe GT vince la Porsche 996 GT3 di Alzen-Huisman-Riccitelli.

## Classifica finale
I vincitori di Classe sono marcati in grassetto. Le vetture che hanno terminato la gara ma non hanno coperto il 75% della distanza del vincitore sono considerate non classificate (NC).
| Pos         | Classe | N° | Squadra                                       | Piloti                                                       | Vettura                       | Pneumatici | Giri |
| Pos         | Classe | N° | Squadra                                       | Piloti                                                       | Motore                        | Pneumatici | Giri |
| ----------- | ------ | -- | --------------------------------------------- | ------------------------------------------------------------ | ----------------------------- | ---------- | ---- |
| 1           | LMP    | 15 | Team BMW Motorsport                           | Joachim Winkelhock Pierluigi Martini Yannick Dalmas          | BMW V12 LMR                   | M          | 365  |
| 1           | LMP    | 15 | Team BMW Motorsport                           | Joachim Winkelhock Pierluigi Martini Yannick Dalmas          | BMW S70/3 6.0L V12            | M          | 365  |
| 2           | LMGTP  | 3  | Toyota Motorsport Toyota Team Europe          | Ukyō Katayama Keiichi Tsuchiya Toshio Suzuki                 | Toyota GT-One                 | M          | 364  |
| 2           | LMGTP  | 3  | Toyota Motorsport Toyota Team Europe          | Ukyō Katayama Keiichi Tsuchiya Toshio Suzuki                 | Toyota R36V 3.6L Turbo V8     | M          | 364  |
| 3           | LMP    | 8  | Audi Sport Team Joest                         | Frank Biela Didier Theys Emanuele Pirro                      | Audi R8r                      | M          | 360  |
| 3           | LMP    | 8  | Audi Sport Team Joest                         | Frank Biela Didier Theys Emanuele Pirro                      | Audi 3.6L Turbo V8            | M          | 360  |
| 4           | LMP    | 7  | Audi Sport Team Joest                         | Michele Alboreto Rinaldo Capello Laurent Aïello              | Audi R8r                      | M          | 346  |
| 4           | LMP    | 7  | Audi Sport Team Joest                         | Michele Alboreto Rinaldo Capello Laurent Aïello              | Audi 3.6L Turbo V8            | M          | 346  |
| 5           | LMP    | 18 | Price+Bscher                                  | Thomas Bscher Bill Auberlen Steve Soper                      | BMW V12 LM                    | Y          | 345  |
| 5           | LMP    | 18 | Price+Bscher                                  | Thomas Bscher Bill Auberlen Steve Soper                      | BMW S70/3 6.0L V12            | Y          | 345  |
| 6           | LMP    | 13 | Courage Compétition                           | Alex Caffi Andrea Montermini Domenico Schiattarella          | Courage C52                   | B          | 342  |
| 6           | LMP    | 13 | Courage Compétition                           | Alex Caffi Andrea Montermini Domenico Schiattarella          | Nissan VRH35L 3.5L Turbo V6   | B          | 342  |
| 7           | LMP    | 12 | Panoz Motorsports                             | David Brabham Éric Bernard Butch Leitzinger                  | Panoz LMP-1 Roadster-S        | M          | 336  |
| 7           | LMP    | 12 | Panoz Motorsports                             | David Brabham Éric Bernard Butch Leitzinger                  | Ford (Élan) 6.0L V8           | M          | 336  |
| 8           | LMP    | 21 | Nissan Motorsports                            | Didier Cottaz Marc Goossens Fredrik Ekblom                   | Courage C52                   | B          | 335  |
| 8           | LMP    | 21 | Nissan Motorsports                            | Didier Cottaz Marc Goossens Fredrik Ekblom                   | Nissan VRH35L 3.5L Turbo V6   | B          | 335  |
| 9           | LMP    | 14 | Pescarolo Promotion Racing Team               | Henri Pescarolo Michel Ferté Patrice Gay                     | Courage C50                   | P          | 327  |
| 9           | LMP    | 14 | Pescarolo Promotion Racing Team               | Henri Pescarolo Michel Ferté Patrice Gay                     | Porsche 3.0L Turbo Flat-6     | P          | 327  |
| 10          | GTS    | 51 | Viper Team Oreca                              | Olivier Beretta Karl Wendlinger Dominique Dupuy              | Chrysler Viper GTS-R          | M          | 325  |
| 10          | GTS    | 51 | Viper Team Oreca                              | Olivier Beretta Karl Wendlinger Dominique Dupuy              | Chrysler 8.0L V10             | M          | 325  |
| 11          | LMP    | 11 | Panoz Motorsports                             | Johnny O'Connell Jan Magnussen Max Angelelli                 | Panoz LMP-1 Roadster-S        | M          | 323  |
| 11          | LMP    | 11 | Panoz Motorsports                             | Johnny O'Connell Jan Magnussen Max Angelelli                 | Ford (Élan) 6.0L V8           | M          | 323  |
| 12          | GTS    | 52 | Viper Team Oreca                              | Tommy Archer Justin Bell Marc Duez                           | Chrysler Viper GTS-R          | M          | 318  |
| 12          | GTS    | 52 | Viper Team Oreca                              | Tommy Archer Justin Bell Marc Duez                           | Chrysler 8.0L V10             | M          | 318  |
| 13          | GT     | 81 | Manthey Racing GmbH                           | Uwe Alzen Patrick Huisman Luca Riccitelli                    | Porsche 911 GT3-R             | P          | 317  |
| 13          | GT     | 81 | Manthey Racing GmbH                           | Uwe Alzen Patrick Huisman Luca Riccitelli                    | Porsche 3.6L Flat-6           | P          | 317  |
| 14          | GTS    | 56 | Chamberlain Engineering                       | Ni Amorim Hans Hugenholtz Toni Seiler                        | Chrysler Viper GTS-R          | M          | 314  |
| 14          | GTS    | 56 | Chamberlain Engineering                       | Ni Amorim Hans Hugenholtz Toni Seiler                        | Chrysler 8.0L V10             | M          | 314  |
| 15          | GTS    | 50 | CICA Team Oreca                               | Manuel Mello-Breyner Pedro Mello-Breyner Tomaz Mello-Breyner | Chrysler Viper GTS-R          | M          | 312  |
| 15          | GTS    | 50 | CICA Team Oreca                               | Manuel Mello-Breyner Pedro Mello-Breyner Tomaz Mello-Breyner | Chrysler 8.0L V10             | M          | 312  |
| 16          | GTS    | 55 | Paul Belmondo Racing                          | Emanuele Clerico Jean-Claude Lagniez Guy Martinolle          | Chrysler Viper GTS-R          | D          | 309  |
| 16          | GTS    | 55 | Paul Belmondo Racing                          | Emanuele Clerico Jean-Claude Lagniez Guy Martinolle          | Chrysler 8.0L V10             | D          | 309  |
| 17          | GTS    | 54 | Paul Belmondo Racing                          | Paul Belmondo Tiago Monteiro Marc Rostan                     | Chrysler Viper GTS-R          | D          | 299  |
| 17          | GTS    | 54 | Paul Belmondo Racing                          | Paul Belmondo Tiago Monteiro Marc Rostan                     | Chrysler 8.0L V10             | D          | 299  |
| 18          | GTS    | 64 | Konrad Motorsport                             | Franz Konrad Peter Kitchak Charles Slater                    | Porsche 911 GT2               | D          | 293  |
| 18          | GTS    | 64 | Konrad Motorsport                             | Franz Konrad Peter Kitchak Charles Slater                    | Porsche 3.8L Turbo Flat-6     | D          | 293  |
| 19          | GT     | 80 | Champion Racing                               | Dirk Müller Bob Wollek Bernd Mayländer                       | Porsche 911 GT3-R             | P          | 292  |
| 19          | GT     | 80 | Champion Racing                               | Dirk Müller Bob Wollek Bernd Mayländer                       | Porsche 3.6L Flat-6           | P          | 292  |
| 20          | GTS    | 62 | Roock Racing                                  | Claudia Hürtgen André Ahrle Vincent Vosse                    | Porsche 911 GT2               | Y          | 290  |
| 20          | GTS    | 62 | Roock Racing                                  | Claudia Hürtgen André Ahrle Vincent Vosse                    | Porsche 3.8L Turbo Flat-6     | Y          | 290  |
| 21          | GT     | 84 | Perspective Racing                            | Thierry Perrier Jean-Louis Ricci Michel Nourry               | Porsche 911 3.8 RSR           | P          | 288  |
| 21          | GT     | 84 | Perspective Racing                            | Thierry Perrier Jean-Louis Ricci Michel Nourry               | Porsche 3.8L Flat-6           | P          | 288  |
| 22          | GTS    | 57 | Chamberlain Engineering                       | Thomas Erdos Christian Vann Christian Gläsel                 | Chrysler Viper GTS-R          | M          | 270  |
| 22          | GTS    | 57 | Chamberlain Engineering                       | Thomas Erdos Christian Vann Christian Gläsel                 | Chrysler 8.0L V10             | M          | 270  |
| NC          | GTS    | 65 | Chereau Sports Larbre Compétition             | Jean-Luc Chereau Patrice Gouselard Pierre Yver               | Porsche 911 GT2               | M          | 240  |
| NC          | GTS    | 65 | Chereau Sports Larbre Compétition             | Jean-Luc Chereau Patrice Gouselard Pierre Yver               | Porsche 3.8L Turbo Flat-6     | M          | 240  |
| NC          | LMP    | 17 | Team BMW Motorsport                           | Tom Kristensen JJ Lehto Jörg Müller                          | BMW V12 LMR                   | M          | 304  |
| NC          | LMP    | 17 | Team BMW Motorsport                           | Tom Kristensen JJ Lehto Jörg Müller                          | BMW S70/3 6.0L V12            | M          | 304  |
| NC          | GTS    | 53 | Viper Team Oreca                              | David Donohue Jean-Philippe Belloc Soheil Ayari              | Chrysler Viper GTS-R          | M          | 271  |
| NC          | GTS    | 53 | Viper Team Oreca                              | David Donohue Jean-Philippe Belloc Soheil Ayari              | Chrysler 8.0L V10             | M          | 271  |
| NC          | GTS    | 63 | Roock Racing                                  | Hubert Haupt John Robinson Hugh Price                        | Porsche 911 GT2               | Y          | 232  |
| NC          | GTS    | 63 | Roock Racing                                  | Hubert Haupt John Robinson Hugh Price                        | Porsche 3.8L Turbo Flat-6     | Y          | 232  |
| NC          | LMP    | 19 | Team Goh David Price Racing                   | Hiro Matsushita Hiroki Kato Akihiko Nakaya                   | BMW V12 LM                    | M          | 223  |
| NC          | LMP    | 19 | Team Goh David Price Racing                   | Hiro Matsushita Hiroki Kato Akihiko Nakaya                   | BMW S70/3 6.0L V12            | M          | 223  |
| NC          | LMP    | 26 | Konrad Motorsport Talkline Racing for Holland | Jan Lammers Peter Kox Tom Coronel                            | Lola B98/10                   | D          | 213  |
| NC          | LMP    | 26 | Konrad Motorsport Talkline Racing for Holland | Jan Lammers Peter Kox Tom Coronel                            | Ford (Roush Racing) 6.0L V8   | D          | 213  |
| NC          | LMGTP  | 10 | Audi Sport UK Ltd.                            | James Weaver Andy Wallace Perry McCarthy                     | Audi R8C                      | M          | 198  |
| NC          | LMGTP  | 10 | Audi Sport UK Ltd.                            | James Weaver Andy Wallace Perry McCarthy                     | Audi 3.6L Turbo V8            | M          | 198  |
| NC          | LMGTP  | 2  | Toyota Motorsports Toyota Team Europe         | Thierry Boutsen Ralf Kelleners Allan McNish                  | Toyota GT-One                 | M          | 173  |
| NC          | LMGTP  | 2  | Toyota Motorsports Toyota Team Europe         | Thierry Boutsen Ralf Kelleners Allan McNish                  | Toyota R36V 3.6L Turbo V8     | M          | 173  |
| NC          | GTS    | 61 | Freisinger Motorsport                         | Ernst Palmberger Wolfgang Kaufmann Michel Ligonnet           | Porsche 911 GT2               | D          | 157  |
| NC          | GTS    | 61 | Freisinger Motorsport                         | Ernst Palmberger Wolfgang Kaufmann Michel Ligonnet           | Porsche 3.8L Turbo Flat-6     | D          | 157  |
| NC          | LMP    | 27 | Kremer Racing                                 | Tomas Saldaña Grant Orbell Didier de Radigues                | Lola B98/10                   | G          | 46   |
| NC          | LMP    | 27 | Kremer Racing                                 | Tomas Saldaña Grant Orbell Didier de Radigues                | Ford (Roush) 6.0L V8          | G          | 46   |
| NC          | GTS    | 67 | Larbre Compétition                            | Jean-Pierre Jarier Sébastien Bourdais Pierre de Thoisy       | Porsche 911 GT2               | M          | 134  |
| NC          | GTS    | 67 | Larbre Compétition                            | Jean-Pierre Jarier Sébastien Bourdais Pierre de Thoisy       | Porsche 3.8L Turbo Flat-6     | M          | 134  |
| NC          | GTS    | 66 | Estoril Racing Communication                  | Manuel Monteiro Michel Monteiro Michel Maisonneuve           | Porsche 911 GT2               | P          | 123  |
| NC          | GTS    | 66 | Estoril Racing Communication                  | Manuel Monteiro Michel Monteiro Michel Maisonneuve           | Porsche 3.8L Turbo Flat-6     | P          | 123  |
| NC          | LMP    | 22 | Nissan Motorsports                            | Michael Krumm Satoshi Motoyama Érik Comas                    | Nissan R391                   | B          | 110  |
| NC          | LMP    | 22 | Nissan Motorsports                            | Michael Krumm Satoshi Motoyama Érik Comas                    | Nissan VRH50A 5.0L V8         | B          | 110  |
| NC          | LMGTP  | 1  | Toyota Motorsports Toyota Team Europe         | Martin Brundle Emmanuel Collard Vincenzo Sospiri             | Toyota GT-One                 | M          | 90   |
| NC          | LMGTP  | 1  | Toyota Motorsports Toyota Team Europe         | Martin Brundle Emmanuel Collard Vincenzo Sospiri             | Toyota R36V 3.6L Turbo V8     | M          | 90   |
| NC          | LMP    | 25 | Team DAMS                                     | Christophe Tinseau Franck Montagny David Terrien             | Lola B98/10                   | P          | 77   |
| NC          | LMP    | 25 | Team DAMS                                     | Christophe Tinseau Franck Montagny David Terrien             | Judd GV4 4.0L V10             | P          | 77   |
| NC          | LMGTP  | 6  | AMG-Mercedes                                  | Bernd Schneider Franck Lagorce Pedro Lamy                    | Mercedes-Benz CLR             | B          | 76   |
| NC          | LMGTP  | 6  | AMG-Mercedes                                  | Bernd Schneider Franck Lagorce Pedro Lamy                    | Mercedes-Benz GT108C 5.7L V8  | B          | 76   |
| NC          | LMGTP  | 5  | AMG-Mercedes                                  | Christophe Bouchut Nick Heidfeld Peter Dumbreck              | Mercedes-Benz CLR             | B          | 75   |
| NC          | LMGTP  | 5  | AMG-Mercedes                                  | Christophe Bouchut Nick Heidfeld Peter Dumbreck              | Mercedes-Benz GT108C 5.7L V8  | B          | 75   |
| NC          | LMP    | 24 | Autoexe Motorsport                            | Yojiro Terada Franck Fréon Robin Donovan                     | Autoexe (Riley & Scott) LMP99 | Y          | 74   |
| NC          | LMP    | 24 | Autoexe Motorsport                            | Yojiro Terada Franck Fréon Robin Donovan                     | Ford 6.0L V8                  | Y          | 74   |
| NC          | LMP    | 29 | JB Racing                                     | Jérôme Policand Mauro Baldi Christian Pescatori              | Ferrari 333 SP                | P          | 71   |
| NC          | LMP    | 29 | JB Racing                                     | Jérôme Policand Mauro Baldi Christian Pescatori              | Ferrari F130E 4.0L V12        | P          | 71   |
| NC          | LMP    | 32 | Riley & Scott Europe Solution F               | Marco Apicella Carl Rosenblad Shane Lewis                    | Riley & Scott MkIII/2         | P          | 67   |
| NC          | LMP    | 32 | Riley & Scott Europe Solution F               | Marco Apicella Carl Rosenblad Shane Lewis                    | Ford 6.0L V8                  | P          | 67   |
| NC          | LMGTP  | 9  | Audi Sport UK Ltd.                            | Stefan Johansson Stéphane Ortelli Christian Abt              | Audi R8C                      | M          | 55   |
| NC          | LMGTP  | 9  | Audi Sport UK Ltd.                            | Stefan Johansson Stéphane Ortelli Christian Abt              | Audi 3.6L Turbo V8            | M          | 55   |
| NC          | LMP    | 31 | Riley & Scott Europe Solution F               | Philippe Gache Gary Formato Olivier Thévenin                 | Riley & Scott MkIII/2         | P          | 25   |
| NC          | LMP    | 31 | Riley & Scott Europe Solution F               | Philippe Gache Gary Formato Olivier Thévenin                 | Ford 6.0L V8                  | P          | 25   |
| NC          | GTS    | 60 | Freisinger Motorsport                         | Ray Lintott Manfred Jurasz Katsunori Iketani                 | Porsche 911 GT2               | D          | 24   |
| NC          | GTS    | 60 | Freisinger Motorsport                         | Ray Lintott Manfred Jurasz Katsunori Iketani                 | Porsche 3.8L Turbo Flat-6     | D          | 24   |
| Non partita | LMGTP  | 4  | AMG-Mercedes                                  | Mark Webber Jean-Marc Gounon Marcel Tiemann                  | Mercedes-Benz CLR             | B          | -    |
| Non partita | LMGTP  | 4  | AMG-Mercedes                                  | Mark Webber Jean-Marc Gounon Marcel Tiemann                  | Mercedes-Benz GT108C 5.7L V8  | B          | -    |
| Non partita | LMP    | 23 | Nissan Motorsports                            | Aguri Suzuki Masami Kageyama Eric van de Poele               | Nissan R391                   | B          | -    |
| Non partita | LMP    | 23 | Nissan Motorsports                            | Aguri Suzuki Masami Kageyama Eric van de Poele               | Nissan VRH50A 5.0L V8         | B          | -    |
| Non partita | GT     | 83 | GFB MacQuillan                                | Michel Neugarten Gerard MacQuillan Chris Gleason             | Porsche 911 3.8 RSR           | P          | -    |
| Non partita | GT     | 83 | GFB MacQuillan                                | Michel Neugarten Gerard MacQuillan Chris Gleason             | Porsche 3.8L Flat-6           | P          | -    |

## Statistiche
- Pole Position — #1 Toyota Motorsport / TTE - 3:29.930
- Giro più veloce — #3 Toyota Motorsport / TTE - 3:35.052
- Distanza — 4967,991 km
- Velocità media di gara — 207,00 km/h
- Velocità massima - Toyota GT-One - 351 km/h (in qualifica)

## Giri al comando
- #1 Toyota Gt-One - Team Toyota Motorsport: 12 (1-11)
- #17 BMW V12 LMR - BMW Motorsport: 268 (12 / 24-45 / 47-51 / 62-93 / 95-106 / 108-304)
- #15 BMW V12 LMR - BMW Motosport: 63 (13 / 305-365)
- #6 Mercedes-Benz CLR - Team AMG Mercedes: 7 (14-20)
- #2 Toyota Gt-One - Team Toyota Motorsport: 15 (21-22 / 46 / 52-61 / 94 / 107)